# Chrysogorgia irregularis
Chrysogorgia irregularis is een zachte koraalsoort uit de familie Chrysogorgiidae. De koraalsoort komt uit het geslacht Chrysogorgia. Chrysogorgia irregularis werd in 1906 voor het eerst wetenschappelijk beschreven door Thomson & Henderson.